# Janko Suni
Janko Suni (auch Jankho Suni oder Jankosuni) ist eine Ortschaft im Departamento La Paz im südamerikanischen Andenstaat Bolivien.

## Lage im Nahraum
Janko Suni ist zentraler Ort des Kanton Chanca im Municipio Mecapaca in der Provinz Murillo, Der Ort liegt auf einem Bergrücken in einer Höhe von 3776 m, am Nordostrand der Ortschaft im Quellbereich des Quebrada Jankho Uma, der wenige Kilometer bachabwärts in den Río de la Paz mündet; und am Südostrand der Ortschaft einem linken Zuflusses zum Río Allallica, einem Zufluss zum Río Luribay, der ebenfalls in den Río de la Paz mündet. 

## Geographie
Janko Suni liegt an den Ostabhängen der Anden-Gebirgskette der Cordillera Central am Übergang zum bolivianischen Tiefland. Das Klima der Region ist ein typisches Tageszeitenklima, bei dem die mittlere Schwankung der Temperaturen im Tagesverlauf deutlicher ausfällt als im Jahresverlauf.
Die Jahresdurchschnittstemperatur der Region liegt bei etwa 10 °C (siehe Klimadiagramm La Paz), die Monatswerte schwanken zwischen 8 °C im Juni/Juli und 12 °C im November. Der Jahresniederschlag beträgt etwa 550 mm, bei einer Trockenzeit von Mai bis August und einer Feuchtezeit von September bis April.

## Verkehrsnetz
Janko Suni liegt in einer Entfernung von 66 Straßenkilometern südlich von La Paz, der Hauptstadt des gleichnamigen Departamentos.
Von La Paz führt eine Landstraße in südlicher Richtung vorbei am Valle de la Luna (Mondtal) und der Ortschaft Mallasa auf der linken Seite des Río de la Paz nach Mecapaca. Zwei Kilometer vor Mecapaca biegt die Straße in Las Carreras nach Südwesten ab, durchquert das Flussbett des Río de La Paz und erreicht über El Palomar und Huaricana Alta schließlich Millocato, von wo aus eine Straße in zahlreichen Serpentinen in südöstlicher Richtung über 18 Kilometer nach Janko Suni führt.

## Bevölkerung
Die Einwohnerzahl der Ortschaft ist im Jahrzehnt zwischen den beiden letzten Volkszählungen um knapp ein Fünftel angestiegen:
| Jahr | Einwohner         | Quelle       |
| ---- | ----------------- | ------------ |
| 1992 | keine Detaildaten | Volkszählung |
| 2001 | 352               | Volkszählung |
| 2012 | 417               | Volkszählung |
| 2024 |                   | Volkszählung |

Die Region weist einen hohen Anteil an Aymara-Bevölkerung auf, im Municipio Mecapaca sprechen 83,0 Prozent der Bevölkerung die Aymara-Sprache.